# Wet Hot American Summer: First Day of Camp
Wet Hot American Summer: First Day of Camp ist eine US-amerikanische Comedy-Miniserie von Michael Showalter und David Wain des Streaming-Dienstes Netflix. Die achtteilige Serie ist ein Prequel zum gleichnamigen Film von Wain aus dem Jahr 2001. Sie wurde am 31. Juli 2015 auf Netflix veröffentlicht. Viele Schauspieler des Kinofilms spielten erneut ihre dortigen Rollen.

## Besetzung und Synchronisation
Die deutschsprachige Synchronisation übernahm die Berliner Synchron mit den Dialogbücher von Frank Muth, Tino Kießling, Carolin Rosenheimer, Benjamin Peter und Peggy Sander und unter der Dialogregie von Muth.
| Rolle                                   | Schauspieler       | Episoden     | Synchronsprecher     |
| --------------------------------------- | ------------------ | ------------ | -------------------- |
| Mitch / Gemüsedose                      | H. Jon Benjamin    | 1–3, 8       | Edwin Gellner        |
| McKinley Dozen                          | Michael Ian Black  | 1, 3–8       | Jan Makino           |
| Ben                                     | Bradley Cooper     | 1–8          | Tobias Kluckert      |
| Beth                                    | Janeane Garofalo   | 1–6, 8       | Sabine Mazay         |
| Nancy                                   | Nina Hellman       | 1–3, 5, 7–8  | Wicki Kalaitzi       |
| Neil                                    | Joe Lo Truglio     | 1–2, 5–8     | Jesco Wirthgen       |
| Victor Kulak                            | Ken Marino         | 1, 3, 5, 7–8 | Gerrit Hamann        |
| Gary                                    | A. D. Miles        | 1–7          | Roman Wolko          |
| Katie Finnerty                          | Marguerite Moreau  | 1–8          | Natascha Geisler     |
| J. J.                                   | Zak Orth           | 1–8          | Tino Kießling        |
| Suisie                                  | Amy Poehler        | 1–7          | Victoria Sturm       |
| Andy                                    | Paul Rudd          | 1–8          | Norman Matt          |
| Gerald „Coop“ Cooperberg / Alan Shemper | Michael Showalter  | 1–8          | Frank Muth           |
| Lindsay                                 | Elizabeth Banks    | 2–3, 5–8     | Isabelle Schmidt     |
| Gene                                    | Christopher Meloni | 2–8          | Frank Röth           |
| Abby Bernstein                          | Marisa Ryan        | 2, 7–8       | Maria Hönig          |
| Gail von Kleinenstein                   | Molly Shannon      | 2–3          | Silvia Mißbach       |
| Ron von Kleinenstein                    | Judah Friedlander  | 3, 8         | Alexander Ziegenbein |
| Steve                                   | Kevin Sussman      | 3, 6, 8      | Bernhard Völger      |
| Professor Henry Newman                  | David Hyde Pierce  | 3–4          | Gerald Schaale       |

## Episodenliste
| Nr. | Deutscher Titel      | Originaltitel  | Regie      | Drehbuch                          |
| --- | -------------------- | -------------- | ---------- | --------------------------------- |
| 1 | Die Camper sind hier | Campers Arrive | David Wain | Michael Showalter & David Wain    |
| 2 | Mittagessen          | Lunch          | David Wain | Michael Showalter & David Wain    |
| 3 | Aktivitäten          | Activities     | David Wain | Michael Showalter                 |
| 4 | Vorsingen            | Auditions      | David Wain | Michael Showalter                 |
| 5 | Abendessen           | Dinner         | David Wain | Michael Showalter & Christina Lee |
| 6 | Electro-City         | Electro/City   | David Wain | Michael Showalter & David Wain    |
| 7 | Betreuerparty        | Staff Party    | David Wain | Michael Showalter                 |
| 8 | Der Tag ist vorbei   | Day Is Done    | David Wain | Michael Showalter & David Wain    |
| Alle Episoden wurden am 31. Juli 2015 sowohl in Originalsprache als auch in deutscher Sprache bei Netflix veröffentlicht. |                      |                |            |                                   |